# Anders Roslund
Nils Anders Micael Roslund (født 1. januar 1961 i Jönköping) er en svensk journalist og forfatter. Han udgjorde sammen med Börge Hellström forfatterduoen Roslund & Hellström.

## Liv og karriere
Roslund er vokset op i Kristianstad og bor i Stockholm. Fra 1991 til 1992 var han ansat hos Sveriges Television som reporter på nyhedsprogrammet Rapport. Fra 1992 til 1993 var han reporter på TV3 og vendte derefter tilbage til Sveriges Television, hvor han forblev indtil 1996. I 2004 blev han forfatter på fuld tid.
Sammen med Börge Hellström dannede han forfatterduoen Roslund & Hellström, der nåede at udgive syv krimier. De debuterede med kriminalromanen Udyret i 2004, der året efter vandt litteraturprisen Glasnøglen. Temaerne i deres bøger handler hovedsageligt om, hvem der er offeret, og hvem der er gerningsmanden. Bøgerne er blevet oversat til over 25 sprog.